# Andrzej Jacek Longhin
Andrzej Jacek Longhin, właśc. wł. Andrea Giacinto Longhin (ur. 23 listopada 1863 w Fiumicello di Campodarsego, zm. 26 czerwca 1936 w Treviso) – włoski kapucyn (OFMCap.), biskup diecezji Treviso, arcybiskup tytularny Patras, wizytator apostolski w Padwie i Udine, błogosławiony Kościoła rzymskokatolickiego.
Jego rodzicami byli Matthew i Judith Marin. W 1879 roku rozpoczął nowicjat w Zakonie Braci Mniejszych Kapucynów. 19 czerwca 1886, mając 23 lata, otrzymał święcenia kapłańskie. 13 kwietnia 1904 roku został mianowany przez papieża Piusa X biskupem w Treviso. W dniu 3 października 1935  roku, pod koniec wizyty duszpasterskiej, nagle stracił wzrok.
Zmarł w opinii świętości mając 72 lata.
Został pochowany w katedrze św. Piotra Apostoła w Treviso.
Jego proces beatyfikacyjny rozpoczął się w 1964 roku.
Za jego wstawiennictwem Dino Stella został uzdrowiony z zapalenia otrzewnej.
Został beatyfikowany przez Jana Pawła II w dniu 20 października 2002 roku.